# Acutia
Acutia war eine dem Plebejergeschlecht der Acutier entstammende, im 1. Jahrhundert n. Chr. lebende römische Adlige.
Acutia war die Gattin des Publius Vitellius, der 31 n. Chr. in den Sturz Sejans verwickelt wurde und bald darauf durch Suizid oder Krankheit verschied. Laelius Balbus klagte Acutia im Jahr 37 n. Chr. wegen Majestätsbeleidigung an und erreichte ihre Verurteilung, doch ist nicht überliefert, dass sie damals auch hingerichtet wurde. Iunius Otho legte vielmehr als Volkstribun sein Veto gegen den Senatsbeschluss ein, laut dem der erfolgreiche Ankläger eine Belohnung erhalten sollte.